# SCREW (KOTOKO의 노래)
〈SCREW〉(스크류)란 KOTOKO의 14번째 싱글로 2009년 12월 16일에 제네온 유니버설을 통해 발매되었다.

## 해설
- 오시 마모루의 아발론 이후 8년 만의 장편 영화 《ASSAULT GIRLS》주제가로 리얼 술래잡기 이후 2년 만의 실사작품의 타이업.
- 초회한정판 (GNCV-22)에는 〈SCREW〉의 PV를 수록한 DVD가 수록되어있다.

## 수록 곡
1. SCREW [5:22]
작사 : KOTOKO, 작곡・편곡 : 다카세 가즈야
2. BUCCANEER [5:02]
작사 : KOTOKO, 작곡・편곡 : 이우치 마이코
3. SCREW －instrumental－
4. BUCCANEER －instrmental－

DVD (초회한정판)
1. SCREW（Music Clip）